# Emilio Nsue
Emilio Nsue López, meglio noto come Emilio Nsue (Palma di Maiorca, 30 settembre 1989) è un calciatore spagnolo naturalizzato equatoguineano, difensore o attaccante dell'Intercity e della nazionale equatoguineana.

## Carriera

### Nazionale
Nel 2007 con la nazionale spagnola Under-19 ha vinto gli Europei di categoria, mentre nel 2009 con l'Under-20 ha vinto una medaglia d'oro ai Giochi del Mediterraneo; nel 2011 ha vinto gli Europei Under-21 con la nazionale spagnola Under-21.
Dal 2013 gioca con la nazionale della Guinea Equatoriale. Alla prima partita con la sua nuova nazionale contro Capo Verde è andato a segno con una tripletta.
Il 31 dicembre 2023 viene inserito dal CT Juan Micha nella lista dei convocati alla Coppa d'Africa 2023.
Nel primo turno della competizione succitata realizza una tripletta contro la Guinea-Bissau e una doppietta contro i padroni di casa del Costa d'Avorio, che gli valgono la vittoria della scarpa d'oro del torneo. Nel maggio 2024, la FIFA ha sospeso per sei mesi qualsiasi partita della nazionale per aver giocato mentre non era idonea a due partite di qualificazione per la Coppa del Mondo 2026.

## Statistiche

### Presenze e reti nei club
Statistiche aggiornate al 2 gennaio 2024.
| Stagione               | Squadra                | Campionato             | Campionato | Campionato | Coppe nazionali | Coppe nazionali | Coppe nazionali | Coppe continentali | Coppe continentali | Coppe continentali | Altre coppe | Altre coppe | Altre coppe | Totale | Totale |
| Stagione               | Squadra                | Comp                   | Pres       | Reti       | Comp            | Pres            | Reti            | Comp               | Pres               | Reti               | Comp        | Pres        | Reti        | Pres   | Reti   |
| ---------------------- | ---------------------- | ---------------------- | ---------- | ---------- | --------------- | --------------- | --------------- | ------------------ | ------------------ | ------------------ | ----------- | ----------- | ----------- | ------ | ------ |
| 2005-2006              | Maiorca B              | TD                     | 18         | 5          | -               | -               | -               | -                  | -                  | -                  | -           | -           | -           | 18     | 5      |
| 2006-2007              | Maiorca B              | TD                     | 37         | 21         | -               | -               | -               | -                  | -                  | -                  | -           | -           | -           | 37     | 21     |
| Totale Maiorca B       | Totale Maiorca B       | Totale Maiorca B       | 55         | 26         |                 | -               | -               |                    | -                  | -                  |             | -           | -           | 55     | 26     |
| 2007-2008              | Maiorca                | PD                     | 2          | 0          | CR              | 0               | 0               | -                  | -                  | -                  | -           | -           | -           | 2      | 0      |
| 2008-2009              | Castellón              | SD                     | 38         | 7          | CR              | 3               | 1               | -                  | -                  | -                  | -           | -           | -           | 41     | 8      |
| 2009-2010              | Real Sociedad          | SD                     | 33         | 5          | CR              | 1               | 0               | -                  | -                  | -                  | -           | -           | -           | 34     | 5      |
| 2010-2011              | Maiorca                | PD                     | 38         | 4          | CR              | 4               | 2               | -                  | -                  | -                  | -           | -           | -           | 42     | 6      |
| 2011-2012              | Maiorca                | PD                     | 24         | 1          | CR              | 4               | 1               | -                  | -                  | -                  | -           | -           | -           | 28     | 2      |
| 2012-2013              | Maiorca                | PD                     | 38         | 4          | CR              | 2               | 0               | -                  | -                  | -                  | -           | -           | -           | 40     | 4      |
| 2013-2014              | Maiorca                | SD                     | 40         | 4          | CR              | 1               | 0               | -                  | -                  | -                  | -           | -           | -           | 41     | 4      |
| Totale Maiorca         | Totale Maiorca         | Totale Maiorca         | 142        | 13         |                 | 11              | 3               |                    | -                  | -                  |             | -           | -           | 153    | 16     |
| 2014-2015              | Middlesbrough          | FLC                    | 27         | 0          | FACup+CdL       | 0+2             | 0               | -                  | -                  | -                  | -           | -           | -           | 29     | 0      |
| 2015-2016              | Middlesbrough          | FLC                    | 40         | 3          | FACup+CdL       | 1+5             | 0               | -                  | -                  | -                  | -           | -           | -           | 46     | 3      |
| 2016-gen. 2017         | Middlesbrough          | PL                     | 4          | 0          | FACup+CdL       | 0+1             | 0               | -                  | -                  | -                  | -           | -           | -           | 5      | 0      |
| Totale Middlesbrough   | Totale Middlesbrough   | Totale Middlesbrough   | 71         | 3          |                 | 9               | 0               |                    | -                  | -                  |             | -           | -           | 80     | 3      |
| gen.-giu. 2017         | Birmingham City        | FLC                    | 18         | 1          | FACup+CdL       | -               | -               | -                  | -                  | -                  | -           | -           | -           | 18     | 1      |
| 2017-gen. 2018         | Birmingham City        | FLC                    | 18         | 0          | FACup+CdL       | 0+2             | 0               | -                  | -                  | -                  | -           | -           | -           | 20     | 0      |
| Totale Birmingham City | Totale Birmingham City | Totale Birmingham City | 36         | 1          |                 | 2               | 0               |                    | -                  | -                  |             | -           | -           | 38     | 1      |
| gen.-giu. 2018         | APOEL                  | AK                     | 17         | 7          | CC              | 1               | 0               | UCL                | -                  | -                  | SC          | -           | -           | 18     | 7      |
| 2018-2019              | APOEL                  | AK                     | 0          | 0          | CC              | 0               | 0               | UEL                | 4                  | 0                  | SC          | 0           | 0           | 4      | 0      |
| 2019-2020              | Apollōn Limassol       | AK                     | 24         | 4          | CC              | 4               | 0               | UEL                | 2                  | 0                  | -           | -           | -           | 30     | 4      |
| 2020-2021              | APOEL                  | AK                     | 27         | 3          | CC              | 5               | 0               | UEL                | 3                  | 0                  | -           | -           | -           | 35     | 3      |
| Totale APOEL Nicosia   | Totale APOEL Nicosia   | Totale APOEL Nicosia   | 53         | 13         |                 | 6               | 0               |                    | 7                  | 0                  |             | 0           | 0           | 66     | 13     |
| feb.-mag. 2022         | Tuzla City             | PL                     | 7          | 1          | KBH             | 3               | 1               | -                  | -                  | -                  | -           | -           | -           | 10     | 2      |
| 2022-2023              | Intercity              | PF                     | 29         | 4          | CR              | 3               | 0               | -                  | -                  | -                  | -           | -           | -           | 32     | 4      |
| 2023-2024              | Intercity              | PF                     | 15         | 7          | CR              | 0               | 0               | -                  | -                  | -                  | -           | -           | -           | 15     | 7      |
| Totale Intercity       | Totale Intercity       | Totale Intercity       | 44         | 11         |                 | 3               | 0               |                    | -                  | -                  |             | -           | -           | 47     | 11     |
| Totale carriera        | Totale carriera        | Totale carriera        | 494        | 81         |                 | 42              | 5               |                    | 9                  | 0                  |             | -           | -           | 545    | 86     |

### Cronologia presenze e reti in nazionale
| Cronologia completa delle presenze e delle reti in nazionale ― Guinea Equatoriale | Cronologia completa delle presenze e delle reti in nazionale ― Guinea Equatoriale | Cronologia completa delle presenze e delle reti in nazionale ― Guinea Equatoriale | Cronologia completa delle presenze e delle reti in nazionale ― Guinea Equatoriale | Cronologia completa delle presenze e delle reti in nazionale ― Guinea Equatoriale | Cronologia completa delle presenze e delle reti in nazionale ― Guinea Equatoriale | Cronologia completa delle presenze e delle reti in nazionale ― Guinea Equatoriale | Cronologia completa delle presenze e delle reti in nazionale ― Guinea Equatoriale |
| Data                                                                              | Città                                                                             | In casa                                                                           | Risultato                                                                         | Ospiti                                                                            | Competizione                                                                      | Reti                                                                              | Note                                                                              |
| --------------------------------------------------------------------------------- | --------------------------------------------------------------------------------- | --------------------------------------------------------------------------------- | --------------------------------------------------------------------------------- | --------------------------------------------------------------------------------- | --------------------------------------------------------------------------------- | --------------------------------------------------------------------------------- | --------------------------------------------------------------------------------- |
| 24-3-2013                                                                         | Malabo                                                                            | Guinea Equatoriale                                                                | 0 – 3 tav                                                                         | Capo Verde                                                                        | Qual. Mondiali 2014                                                               | -                                                                                 |                                                                                   |
| 8-6-2013                                                                          | Praia                                                                             | Capo Verde                                                                        | 3 – 0                                                                             | Guinea Equatoriale                                                                | Qual. Mondiali 2014                                                               | -                                                                                 | Cap.                                                                              |
| 16-11-2013                                                                        | Malabo                                                                            | Guinea Equatoriale                                                                | 1 – 2                                                                             | Spagna                                                                            | Amichevole                                                                        | -                                                                                 | Cap.                                                                              |
| 7-1-2015                                                                          | Praia                                                                             | Capo Verde                                                                        | 1 – 1                                                                             | Guinea Equatoriale                                                                | Amichevole                                                                        | -                                                                                 |                                                                                   |
| 17-1-2015                                                                         | Bata                                                                              | Guinea Equatoriale                                                                | 1 – 1                                                                             | Rep. del Congo                                                                    | Coppa d'Africa 2015 - 1º turno                                                    | 1                                                                                 | Cap.                                                                              |
| 21-1-2015                                                                         | Bata                                                                              | Guinea Equatoriale                                                                | 0 – 0                                                                             | Burkina Faso                                                                      | Coppa d'Africa 2015 - 1º turno                                                    | -                                                                                 | Cap.                                                                              |
| 25-1-2015                                                                         | Bata                                                                              | Gabon                                                                             | 0 – 2                                                                             | Guinea Equatoriale                                                                | Coppa d'Africa 2015 - 1º turno                                                    | -                                                                                 | Cap. 89’                                                                          |
| 31-1-2015                                                                         | Bata                                                                              | Tunisia                                                                           | 1 – 2 dts                                                                         | Guinea Equatoriale                                                                | Coppa d'Africa 2015 - Quarti di finale                                            | -                                                                                 | Cap.                                                                              |
| 5-2-2015                                                                          | Malabo                                                                            | Ghana                                                                             | 3 – 0                                                                             | Guinea Equatoriale                                                                | Coppa d'Africa 2015 - Semifinale                                                  | -                                                                                 | Cap.                                                                              |
| 7-2-2015                                                                          | Malabo                                                                            | RD del Congo                                                                      | 0 – 0 dts (4 – 2 dtr)                                                             | Guinea Equatoriale                                                                | Coppa d'Africa 2015 - Finale 3º posto                                             | -                                                                                 |                                                                                   |
| 14-6-2015                                                                         | Bata                                                                              | Guinea Equatoriale                                                                | 1 – 1                                                                             | Benin                                                                             | Qual. Coppa d'Africa 2017                                                         | 1                                                                                 | Cap. 79’                                                                          |
| 5-9-2015                                                                          | Giuba                                                                             | Sudan del Sud                                                                     | 1 – 0                                                                             | Guinea Equatoriale                                                                | Qual. Coppa d'Africa 2017                                                         | -                                                                                 | Cap.                                                                              |
| 12-11-2015                                                                        | Agadir                                                                            | Marocco                                                                           | 2 – 0                                                                             | Guinea Equatoriale                                                                | Qual. Mondiali 2018                                                               | -                                                                                 | Cap.                                                                              |
| 4-9-2016                                                                          | Malabo                                                                            | Guinea Equatoriale                                                                | 4 – 0                                                                             | Sudan del Sud                                                                     | Qual. Coppa d'Africa 2017                                                         | 1                                                                                 |                                                                                   |
| 10-6-2017                                                                         | Dakar                                                                             | Senegal                                                                           | 3 – 0                                                                             | Guinea Equatoriale                                                                | Qual. Coppa d'Africa 2019                                                         | -                                                                                 | Cap.                                                                              |
| 9-10-2017                                                                         | Malabo                                                                            | Guinea Equatoriale                                                                | 3 – 1                                                                             | Mauritius                                                                         | Amichevole                                                                        | 2                                                                                 |                                                                                   |
| 8-9-2018                                                                          | Bata                                                                              | Guinea Equatoriale                                                                | 1 – 0                                                                             | Sudan                                                                             | Qual. Coppa d'Africa 2019                                                         | 1                                                                                 | Cap.                                                                              |
| 22-3-2019                                                                         | Omdurman                                                                          | Sudan                                                                             | 1 – 4                                                                             | Guinea Equatoriale                                                                | Qual. Coppa d'Africa 2019                                                         | 2                                                                                 | Cap. 90’                                                                          |
| 25-3-2019                                                                         | Riad                                                                              | Arabia Saudita                                                                    | 3 – 2                                                                             | Guinea Equatoriale                                                                | Amichevole                                                                        | 2                                                                                 | Cap.                                                                              |
| 4-9-2019                                                                          | Omdurman                                                                          | Sudan del Sud                                                                     | 1 – 1                                                                             | Guinea Equatoriale                                                                | Qual. Mondiali 2022                                                               | -                                                                                 | 63’                                                                               |
| 8-9-2019                                                                          | Malabo                                                                            | Guinea Equatoriale                                                                | 1 – 0                                                                             | Sudan del Sud                                                                     | Qual. Mondiali 2022                                                               | 1                                                                                 | Cap.                                                                              |
| 15-11-2019                                                                        | Dar es Salaam                                                                     | Tanzania                                                                          | 2 – 1                                                                             | Guinea Equatoriale                                                                | Qual. Coppa d'Africa 2021                                                         | -                                                                                 | Cap.                                                                              |
| 19-11-2019                                                                        | Malabo                                                                            | Guinea Equatoriale                                                                | 0 – 1                                                                             | Tunisia                                                                           | Qual. Coppa d'Africa 2021                                                         | -                                                                                 | Cap.                                                                              |
| 25-3-2021                                                                         | Malabo                                                                            | Guinea Equatoriale                                                                | 1 – 0                                                                             | Tanzania                                                                          | Qual. Coppa d'Africa 2021                                                         | 1                                                                                 | Cap.                                                                              |
| 7-10-2021                                                                         | Malabo                                                                            | Guinea Equatoriale                                                                | 2 – 0                                                                             | Zambia                                                                            | Qual. Mondiali 2022                                                               | 1                                                                                 | Cap.                                                                              |
| 10-10-2021                                                                        | Lusaka                                                                            | Zambia                                                                            | 1 – 1                                                                             | Guinea Equatoriale                                                                | Qual. Mondiali 2022                                                               | -                                                                                 | Cap. 89’                                                                          |
| 13-11-2021                                                                        | Bata                                                                              | Guinea Equatoriale                                                                | 1 – 0                                                                             | Tunisia                                                                           | Qual. Mondiali 2022                                                               | -                                                                                 | 80’                                                                               |
| 16-11-2021                                                                        | Nouakchott                                                                        | Mauritania                                                                        | 1 – 1                                                                             | Guinea Equatoriale                                                                | Qual. Mondiali 2022                                                               | -                                                                                 | 82’                                                                               |
| 12-1-2022                                                                         | Douala                                                                            | Guinea Equatoriale                                                                | 0 – 1                                                                             | Costa d'Avorio                                                                    | Coppa d'Africa 2021 - 1º turno                                                    | -                                                                                 | Cap.                                                                              |
| 20-1-2022                                                                         | Limbe                                                                             | Sierra Leone                                                                      | 0 – 1                                                                             | Guinea Equatoriale                                                                | Coppa d'Africa 2021 - 1º turno                                                    | -                                                                                 | 75’                                                                               |
| 26-1-2022                                                                         | Bamako                                                                            | Mali                                                                              | 0 – 0 dts (5 – 6 dtr)                                                             | Guinea Equatoriale                                                                | Coppa d'Africa 2021 - Ottavi di finale                                            | -                                                                                 | 63’                                                                               |
| 30-1-2022                                                                         | Yaoundé                                                                           | Senegal                                                                           | 3 – 1                                                                             | Guinea Equatoriale                                                                | Coppa d'Africa 2021 - Quarti di finale                                            | -                                                                                 | Cap. 81’                                                                          |
| 2-6-2022                                                                          | Tunisi                                                                            | Tunisia                                                                           | 4 – 0                                                                             | Guinea Equatoriale                                                                | Qual. Coppa d'Africa 2023                                                         | -                                                                                 | 57’                                                                               |
| 6-6-2022                                                                          | Malabo                                                                            | Guinea Equatoriale                                                                | 2 – 0                                                                             | Libia                                                                             | Qual. Coppa d'Africa 2023                                                         | -                                                                                 | Cap. 88’                                                                          |
| 24-3-2023                                                                         | Malabo                                                                            | Guinea Equatoriale                                                                | 2 – 0                                                                             | Botswana                                                                          | Qual. Coppa d'Africa 2023                                                         | -                                                                                 | Cap.                                                                              |
| 28-3-2023                                                                         | Francistown                                                                       | Botswana                                                                          | 2 – 3                                                                             | Guinea Equatoriale                                                                | Qual. Coppa d'Africa 2023                                                         | 1                                                                                 | Cap. 83’                                                                          |
| 17-6-2023                                                                         | Malabo                                                                            | Guinea Equatoriale                                                                | 1 – 0                                                                             | Tunisia                                                                           | Qual. Coppa d'Africa 2023                                                         | 1                                                                                 | Cap. 90+3’                                                                        |
| 15-11-2023                                                                        | Malabo                                                                            | Guinea Equatoriale                                                                | 0 – 3 tav                                                                         | Namibia                                                                           | Qual. Mondiali 2026                                                               | 1                                                                                 | Cap.                                                                              |
| 20-11-2023                                                                        | Paynesville                                                                       | Liberia                                                                           | 3 – 0 tav                                                                         | Guinea Equatoriale                                                                | Qual. Mondiali 2026                                                               | 1                                                                                 | Cap. 90’                                                                          |
| 9-1-2024                                                                          | Malabo                                                                            | Guinea Equatoriale                                                                | 1 – 1                                                                             | Gibuti                                                                            | Amichevole                                                                        | -                                                                                 | 76’                                                                               |
| 14-1-2024                                                                         | Abidjan                                                                           | Nigeria                                                                           | 1 – 1                                                                             | Guinea Equatoriale                                                                | Coppa d'Africa 2023 - 1º turno                                                    | -                                                                                 | Cap.                                                                              |
| 18-1-2024                                                                         | Abidjan                                                                           | Guinea Equatoriale                                                                | 4 – 2                                                                             | Guinea-Bissau                                                                     | Coppa d'Africa 2023 - 1º turno                                                    | 3                                                                                 | Cap. 84’                                                                          |
| 22-1-2024                                                                         | Abidjan                                                                           | Guinea Equatoriale                                                                | 4 – 0                                                                             | Costa d'Avorio                                                                    | Coppa d'Africa 2023 - 1º turno                                                    | 2                                                                                 | Cap. 78’                                                                          |
| 28-1-2024                                                                         | Abidjan                                                                           | Guinea Equatoriale                                                                | 0 – 1                                                                             | Guinea                                                                            | Coppa d'Africa 2023 - Ottavi di finale                                            | -                                                                                 | Cap.                                                                              |
| 21-3-2025                                                                         | Malabo                                                                            | Guinea Equatoriale                                                                | 2 – 0                                                                             | São Tomé e Príncipe                                                               | Qual. Mondiali 2026                                                               | 1                                                                                 | Cap.                                                                              |
| 24-3-2025                                                                         | Johannesburg                                                                      | Namibia                                                                           | 1 – 1                                                                             | Guinea Equatoriale                                                                | Qual. Mondiali 2026                                                               | -                                                                                 | cap.                                                                              |
| 9-6-2025                                                                          | Marrakech                                                                         | Camerun                                                                           | 1 – 1                                                                             | Guinea Equatoriale                                                                | Amichevole                                                                        | 1                                                                                 | cap.                                                                              |
| Totale                                                                            |                                                                                   | Presenze                                                                          | 47                                                                                |                                                                                   | Reti                                                                              | 23                                                                                |                                                                                   |

## Palmarès

### Club
- Segunda División (Spagna): 1

Real Sociedad: 2009-2010
- Campionato cipriota: 2

APOEL: 2017-2018, 2018-2019

### Nazionale
- Campionato d'Europa Under-21: 1

2011
- Giochi del Mediterraneo: 1

 Pescara 2009
- Campionato d'Europa Under-19: 1

2007

### Individuale
- Capocannoniere della Coppa d'Africa: 1

Costa d'Avorio 2023 (5 gol)